# 14683 Remy
14683 Remy (1999 XG156) là một tiểu hành tinh vành đai chính được phát hiện ngày 8 tháng 12 năm 1999 bởi nhóm nghiên cứu tiểu hành tinh gần Trái Đất phòng thí nghiệm Lincoln ở Socorro.